# Dasynemoides latus
Dasynemoides latus är en rundmaskart som beskrevs av Gerlach 1957. Dasynemoides latus ingår i släktet Dasynemoides och familjen Ceramonematidae. Inga underarter finns listade i Catalogue of Life.